# Ulrike Babusiaux
Ulrike Babusiaux (* 1973 in Salzkotten) ist eine deutsche Rechtswissenschaftlerin und Professorin für Römisches Recht, Privatrecht und Rechtsvergleichung an der Universität Zürich.

## Leben
Babusiaux studierte deutsches und französisches Recht an der Universität des Saarlandes. Sie erwarb 1999 das Erste und 2001 das Zweite Juristische Staatsexamen. 2005 promovierte sie an der Universität des Saarlandes bei Alfons Bürge. Ihre Dissertation über die Ermittlung des Parteiwillens im klassischen römischen Zivilprozess wurde mit dem Fakultätspreis sowie der Medaglia d’argento des Siebten Premio Boulvert ausgezeichnet.
2009 habilitierte sich Babusiaux an der Universität des Saarlandes mit einer Schrift zu Papinians Questiones. Im gleichen Jahr nahm sie einen Ruf an die Universität Zürich an, wo sie seither den Lehrstuhl für Römisches Recht, Privatrecht und Rechtsvergleichung bekleidet. Seit 2017 ist sie zudem Mitherausgeberin der Zeitschrift der Savigny-Stiftung für Rechtsgeschichte.

## Schriften (Auswahl)
- Wege zur Rechtsgeschichte. Römisches Erbrecht. Böhlau, Köln 2015, 2. Auflage 2021.
- Papinians quaestiones. Zur rhetorischen Methode eines spätklassischen Juristen. Beck, München 2011.
- Id quod actum est. Zur Ermittlung des Parteiwillens im klassischen römischen Zivilprozeß. Beck, München 2006.
- Herausgeberin mit Christian Baldus, Wolfgang Ernst, Franz-Stefan Meissel, Johannes Platschek, Thomas Rüfner: Handbuch des Römischen Privatrechts. 3 Bände. Mohr Siebeck, Tübingen 2023, ISBN 978-3-16-152359-5.
  - Band 1: §§ 1–58. [2023] – materielles Recht;
  - Band 2: §§ 59–112. [2023] – Rechtsdurchsetzung;
  - Band 3: Sachregister, Quellenregister, Literatur. [2023].